# Autobahndreieck Mainz
Das Autobahndreieck Mainz ist ein Autobahndreieck im Rhein-Main-Gebiet. Es ist ein westlich der rheinland-pfälzischen Landeshauptstadt Mainz gelegenes Kreuzungsbauwerk der A 60 (Nr. 18) mit der A 643 (Nr. 6). Es gehört damit zum Mainzer Ring.
Das Dreieck Mainz liegt zwischen den Stadtteilen Finthen und Gonsenheim direkt am Naturschutzgebiet Großer Sand. Der 50. Breitengrad nördlicher Breite geht mitten durch das Dreieck hindurch.

## Verkehrsaufkommen
| Von                         | Nach                    | Durchschnittliche tägliche Verkehrsstärke | Durchschnittliche tägliche Verkehrsstärke | Durchschnittliche tägliche Verkehrsstärke | Anteil Schwerlastverkehr | Anteil Schwerlastverkehr | Anteil Schwerlastverkehr |
| Von                         | Nach                    | 2005                                      | 2010                                      | 2015                                      | 2005                     | 2010                     | 2015                     |
| --------------------------- | ----------------------- | ----------------------------------------- | ----------------------------------------- | ----------------------------------------- | ------------------------ | ------------------------ | ------------------------ |
| AS Heidesheim (A 60)        | AD Mainz                | 64.900                                    | 63.600                                    | 67.400                                    | 8,0 %                    | 8,1 %                    | 7,3 %                    |
| AD Mainz                    | AS Mainz-Finthen (A 60) | 62.600                                    | 67.100                                    | 64.700                                    | 7,4 %                    | 6,4 %                    | 9,1 %                    |
| AS Mainz-Gonsenheim (A 643) | AD Mainz                | 61.000                                    | 60.200                                    | 44.300                                    | 7,3 %                    | 7,5 %                    | 6,1 %                    |